# Misael da Hora
Misael Alexandre Alcântara da Hora é um pianista, produtor musical, arranjador, cantor e compositor brasileiro.
Nasceu em 19 de janeiro de 1968, no Rio de Janeiro, capital do estado homônimo.